# Parnassius arcticus
Parnassius arcticus — вид метеликів родини косатцевих (Papilionidae).

## Поширення
Ендемік Росії. Поширений на північному сході Якутії (хребет Сунтар-Хаята на висоті близько 1500 м над рівнем моря). Є також знахідки в Магаданській області і на півночі Хабаровського краю.

## Опис
Довжина переднього крила 16-25 мм. Розмах крил самців 35-40 мм, самиць — 38- 42 мм. Крила самців білого кольору. На передніх крилах поблизу переднього краю є три вузьких чорних плями. На задніх крилах, крім чорного поля біля анального краю, є по дві дрібні чорні постдискальні плями. Самиці відрізняються від самців покровом білих лусочок, через що крила здаються сіруватими, а також розширеним і розмитим темним малюнком. На задніх крилах метеликів є 2-4 чорні постдискальні плями, в яких також можуть бути групи буро-червоних лусочок.

## Спосіб життя
Населяє гірські тундри, дрібнощебнисті осипи чорного сланцю на висотах 1300—1800 м. Імаго літають з середини червня до початку липня. Яйця відкладають на камені навколо кормової рослини. Личинки живляться листям Corydalis gorodkovi.